# Alfianello (meteorite)
Alfianello è un meteorite caduto in provincia di Brescia nel territorio del comune di Alfianello il 16 febbraio 1883.

## Storia
Il meteorite Alfianello cadde il 16 febbraio 1883 verso le ore 14.45 nel campo di trifoglio dei fratelli Domenico e Giuseppe Bonetta ad Alfianello. La caduta del meteorite fu osservata da alcuni braccianti che lavoravano nei campi limitrofi, i quali videro d'un tratto apparire nel cielo una grossa massa infuocata accompagnata da una forte detonazione che paragonarono al colpo d'un grosso cannone. Il fragore fece supporre che fosse saltata in aria una polveriera in una delle città vicine, quali Brescia, Crema, Cremona, Mantova, Parma, Piacenza o Verona. In realtà, il meteorite s'affossò nel terreno per oltre un metro e mezzo, senza frantumarsi, provocando una lieve scossa sismica.

## Caratteristiche
Alfianello è stato ufficialmente classificato come condrite di tipo ordinario appartenente al gruppo L6.

## Esemplari
Frammenti o campioni del meteorite sono presenti presso il museo di storia naturale di Berlino (12,7 kg), il museo civico di scienze naturali di Brescia (~5 kg), il Field Museum di Chicago (6,5 kg), il museo di storia naturale dell'Università degli Studi di Firenze (206 g), l'Università di Harvard (756 g) e i Musei Vaticani (3,5 kg); altri sono custoditi in musei o enti nelle città di: Bologna (928 g), Budapest (5 kg), Copenaghen (1,5 kg), Dublino (169 g), Milano (3 kg), New York (1,5 kg), Parigi (1 kg), Roma (7,5 kg) e Washington (680 g).